# Thecla essus
Thecla essus är en fjärilsart som beskrevs av Herrich-Schäffer 1852/58. Thecla essus ingår i släktet Thecla och familjen juvelvingar. Inga underarter finns listade i Catalogue of Life.